# Leno di Terragnolo
Der Leno di Terragnolo (deutsch: Laim- oder Leimbach) ist ein Torrente (Sturzbach) in Oberitalien, der durch das Val Terragnolo in der Provinz Trient fließt.

## Geographie

### Geologie
Das Einzugsgebiet besteht überwiegend aus Kalkstein und Dolomit, sodass Karsterscheinungen zu beobachten sind. Des Weiteren ist es durch verschiedene Ablagerungen insbesondere fluvioglazialen Ursprungs gekennzeichnet. Diese haben in der Vergangenheit immer wieder Erdrutsche ausgelöst und tragen wesentlich für die bei starken Regenfällen in das Bachbett gespülten Sedimente und transportierten Lockergesteine bei, denen man durch entsprechende wasserbauliche Maßnahmen entgegenwirkt.

### Verlauf
Der Leno di Terragnolo entspringt im Gemeindegebiet von Terragnolo bei der Malga Gulva südwestlich des Passo della Borcola an den nördlichen Ausläufern des Monte Pasubio, den er auf seiner Nordseite eingrenzt. Er fließt zunächst für ein kurzes Stück in nordöstlicher Richtung durch das Val Gulva bis letzteres auf das Terragnolotal trifft und er in Richtung Norden abbiegt. Auf Höhe der ersten Ortschaften bei Incapo und Soldati schlägt der Leno di Terragnolo eine nordwestliche Richtung ein, um im Mittellauf in Richtung Westen weiterzufließen. Im Unterlauf bildet er die Gemeindegrenze zwischen den Gemeinden Trambileno und Rovereto, hier schlägt er wieder eine leichte nordwestliche Richtung ein, bevor er durch eine Klamm fließt und kurz danach bei San Colombano in den Leno di Vallarsa mündet. Der Torrente hat das Kerbtal tief erodiert und das Bachbett ist zum Teil sehr zerklüftet. Nur stellenweise im Mittel- und insbesondere im Unterlauf weitet sich der Talboden und das Bachbett etwas. In diesem flachen Bereich verzweigt sich der Leno di Terragnolo teilweise und es finden sich hier auch größere Schotterbänke. Ansonsten kennzeichnen größere und kleinere allochthone Felsbrocken das Bachbett.
Der Leno di Terragnolo besitzt mehrere Zuflüsse, zumeist mit saisonal stark schwankenden Wasserständen, die auch längere Zeit trocken liegen. Der Bedeutendste ist der Rio Passaùl oder Pazaul im Mittellauf des Leno, der für einen kontinuierlichen nennenswerten Abfluss sorgt.

## Geschichte
Auf dem Leno di Terragnolo wurde über Jahrhunderte Holz nach Rovereto getriftet. Es war vor allem die Republik Venedig im 15. Jahrhundert, die den Holzhandel ausbaute. Aufgrund des stark schwankenden Wasserstandes konnte der Leno in der Regel nur im Frühjahr nach der Schneeschmelze sowie im Herbst in der regenreichsten Jahreszeit für diesen Zweck genutzt werden. In der restlichen Zeit stapelte man das zum Triften bestimmte Holz an seinen Ufern. Mit dem Ausbau des Straßennetzes zwischen dem 19. und 20. Jahrhundert verlor das Triften an Bedeutung und wurde schließlich eingestellt.
Das Wasser des Leno wurde in der Vergangenheit aber auch für Mühlen, Schmieden und Sägewerke genutzt. Ab dem 20. Jahrhundert spielte dann die Elektrizitätsgewinnung eine immer größere Rolle. Bereits während des Ersten Weltkrieges wurde an seinem Mittellauf von der österreichisch-ungarischen Armee eine kleine Turbine betrieben, die den Strom für eine Materialseilbahn lieferte.
In den 1920er Jahren wurde an seinem Unterlauf am Beginn der Klamm ein Wehr mit einem Einlaufbauwerk und Druckstollen errichtet, mit dem ein kleines Wasserkraftwerk der bei Rovereto liegenden Papierfabrik Jacob gespeist wurde.
Ende der 1950er Jahre wurde erst von der Gemeinde Verona und anschließend von der Gemeinde Rovereto jeweils ein Projekt für die Wasserkraftnutzung des Leno di Terragnolo vorgelegt. Aus beiden Projekten entstand Anfang der 1960er Jahre die von beiden Gemeinden betriebene Gesellschaft CET („Comunità elettrica di Terragnolo“), die Mitte der 1960er Jahre das Wasserkraftwerk San Colombano in Betrieb nahm. Zu diesem Zweck wurde am Mittellauf das Staubecken Stedileri errichtet. Letzteres wird vom Leno und vom Rio Pazzul gespeist und das über einen Druckstollen mit dem Kraftwerk verbunden ist. Auch der in den 1920er Jahren errichtete Druckstollen im Unterlauf wird vom neuen Kraftwerk genutzt. Ein im ursprünglichen Projekt geplanter Stausee im Oberlauf wurde aufgrund geologischer Probleme dagegen nicht realisiert.
Noch bevor der Lauf des Leno di Terragnolo durch Bauten für die Elektrizitätsgewinnung beeinflusst wurde, hatte man verschiedene Hochwasserschutzmaßnahmen ausgeführt. Insbesondere nach zwei kurz hintereinander aufgetretenen Hochwassern im Jahr 1882. Vermutlich wurden aber bereits vorher Verbauungen durchgeführt, von denen allerdings keine Spuren erhalten geblieben sind. Diese im 19. Jahrhundert errichteten Bauten sollten vor allem das Schwemmmaterial festhalten. Während der schweren Überschwemmungen von 1928 lösten sich im Einzugsgebiet des Leno mehrere Erdrutsche, die weitere Wasserschutzbauten an den Zuflüssen des Leno nötig machten. Zu weiteren nennenswerten Hochwassern kam es 1953 und 1965.

## Umwelt
Trotz der durchgeführten Eingriffe für die Elektrizitätsgewinnung gilt der Leno di Terragnolo als ein weitgehend naturbelassener Flusslauf. Dies liegt vor allem darin, dass die von ihm durchflossene Talsohle im Val Terragnolo nur geringem anthropogenen Druck ausgesetzt ist. Nur die zwei Weiler Sega und San Nicolò liegen am Rand der Talsohle, ansonsten ist diese relativ unberührt und nur von einigen wenigen Wegen erschlossen. Das Aufstauen im Mittellauf wirkt sich jedoch negativ auf den natürlichen Abfluss aus, was wiederum Auswirkungen auf den Fischbestand hat.
Im Leno di Terragnolo sind im Oberlauf Bach- sowie im Mittel- und Unterlauf Marmorierte Forellen heimisch, wobei durch Besatz mit Zuchtforellen die ursprünglichen Arten rückläufig sind. Daneben ist der Fischbestand des Leno noch durch eine stärkere Präsenz der Groppe gekennzeichnet.
Der ökologische Zustand wurde im Beobachtungszeitraum 2010 bis 2016 als gut eingestuft.

## Bilder

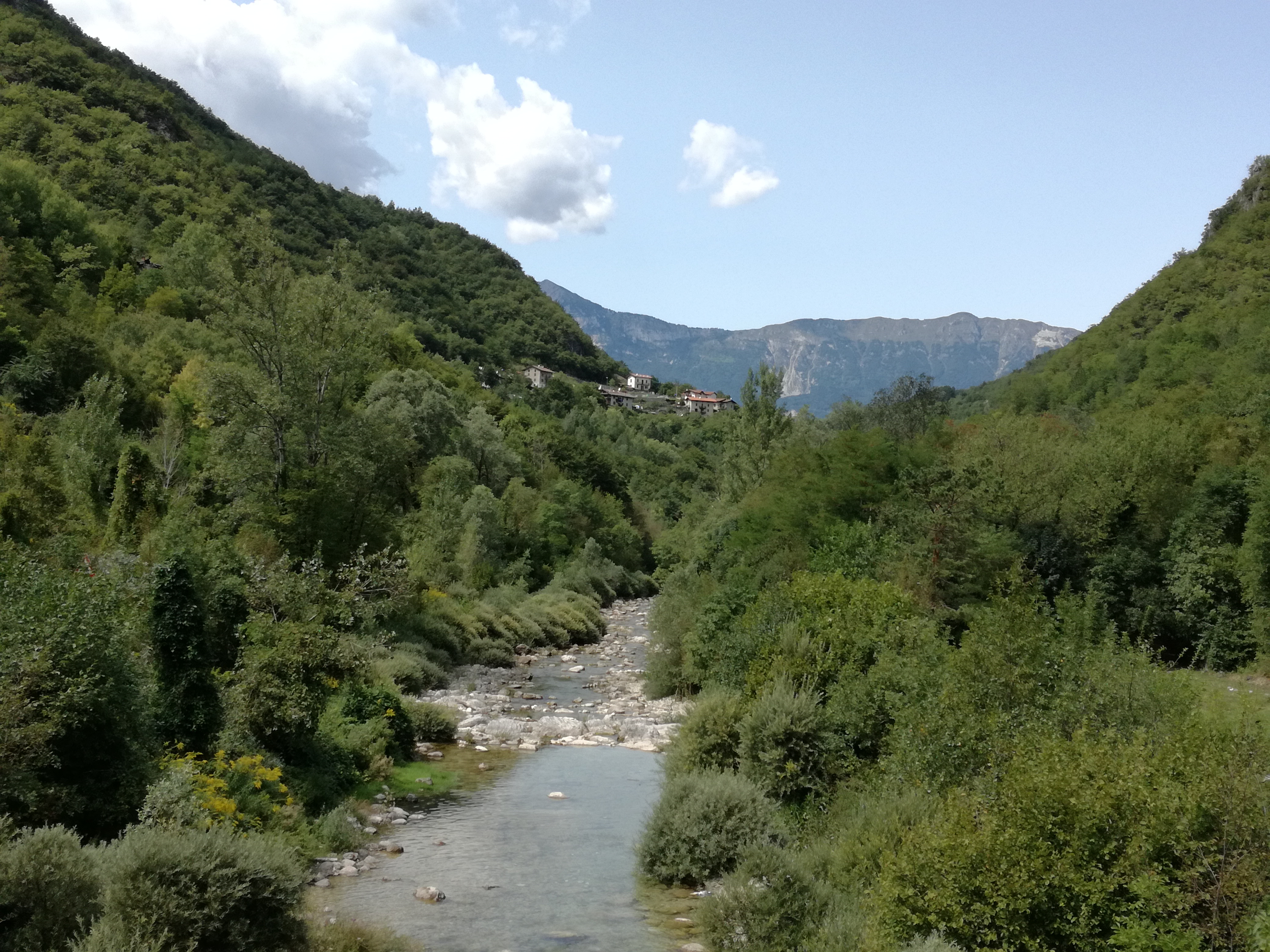
Am Unterlauf beim Weiler Ca’ Bianca
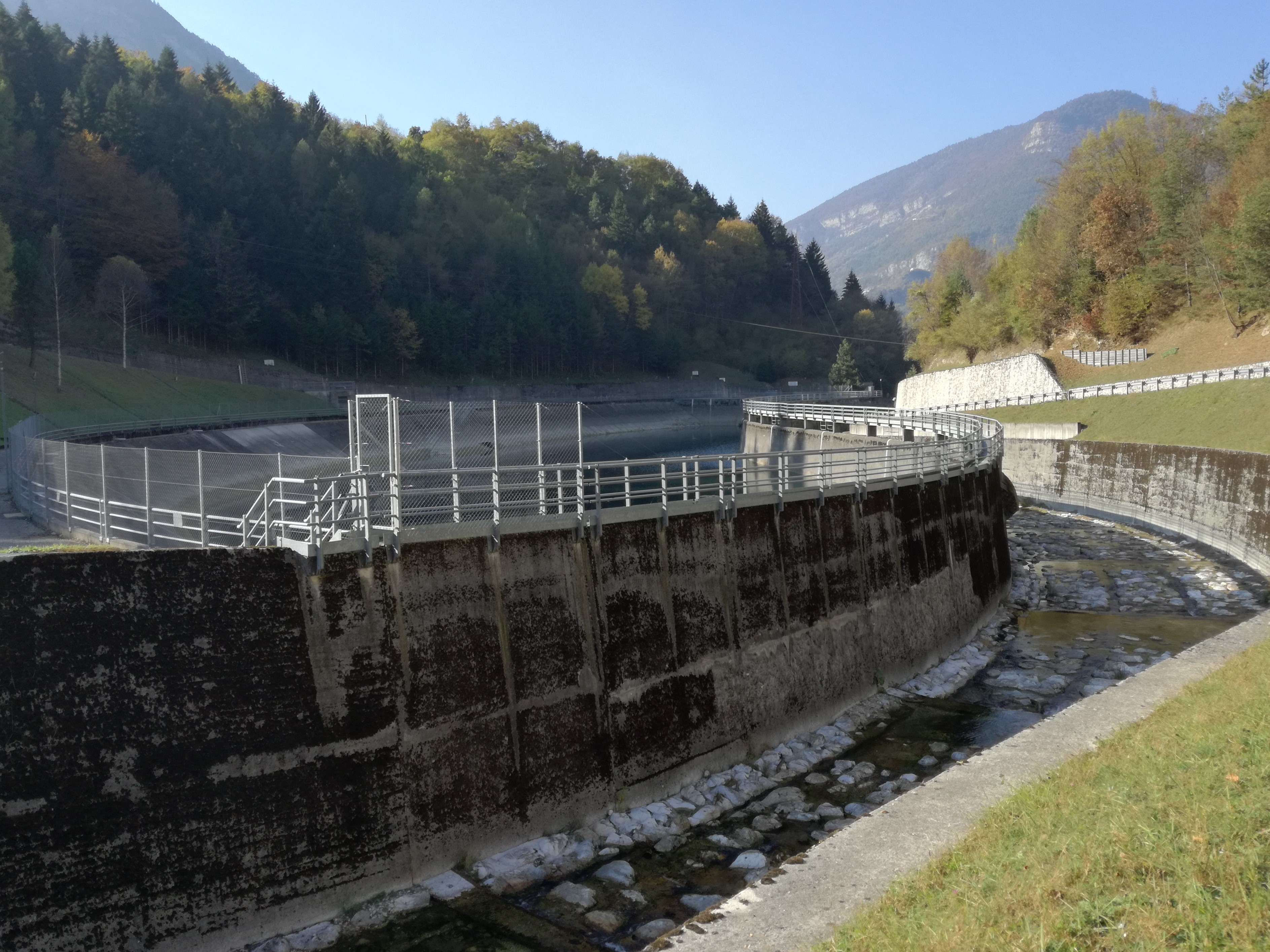
Staubecken Stedileri
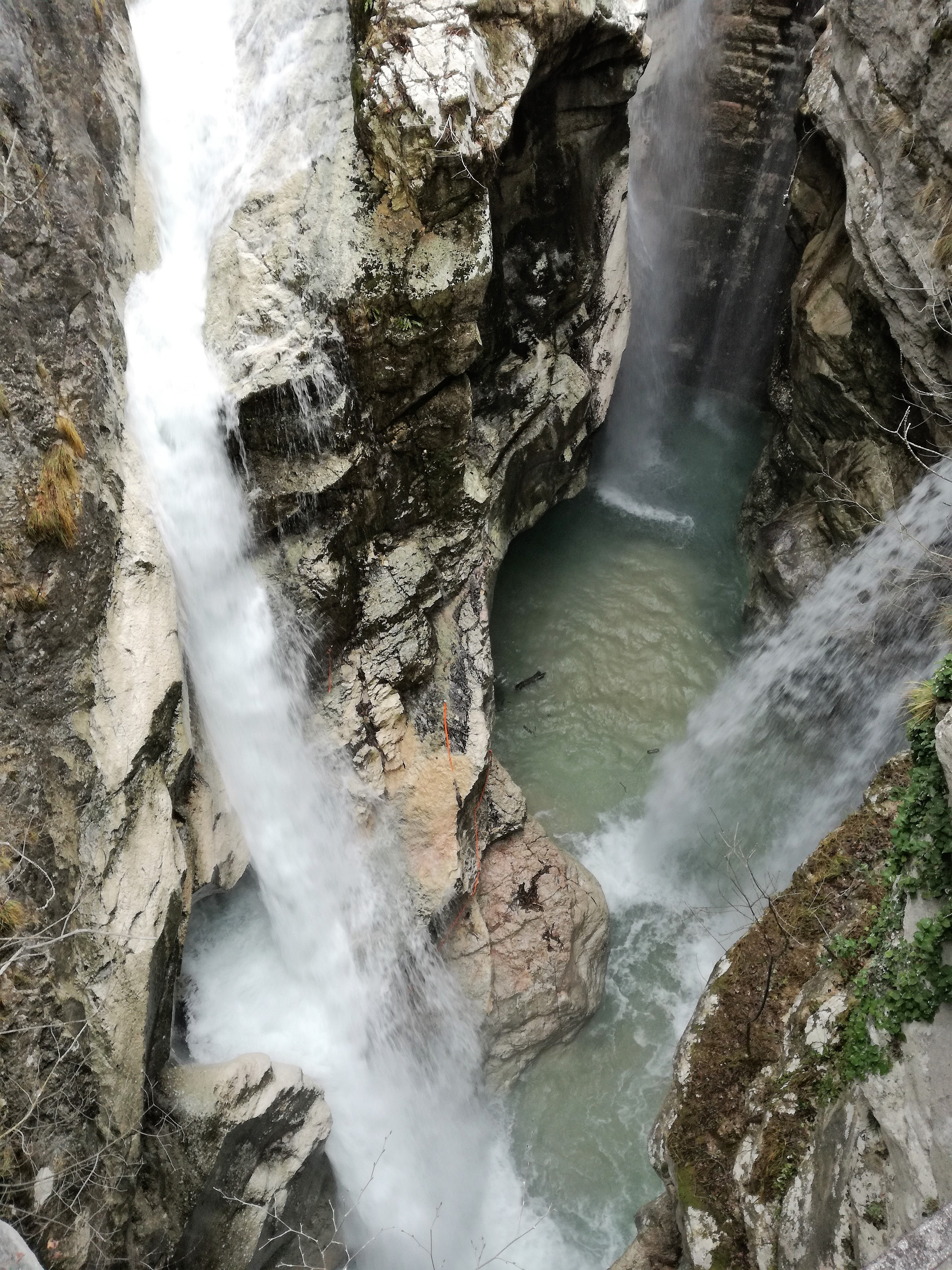
Leno-Klamm
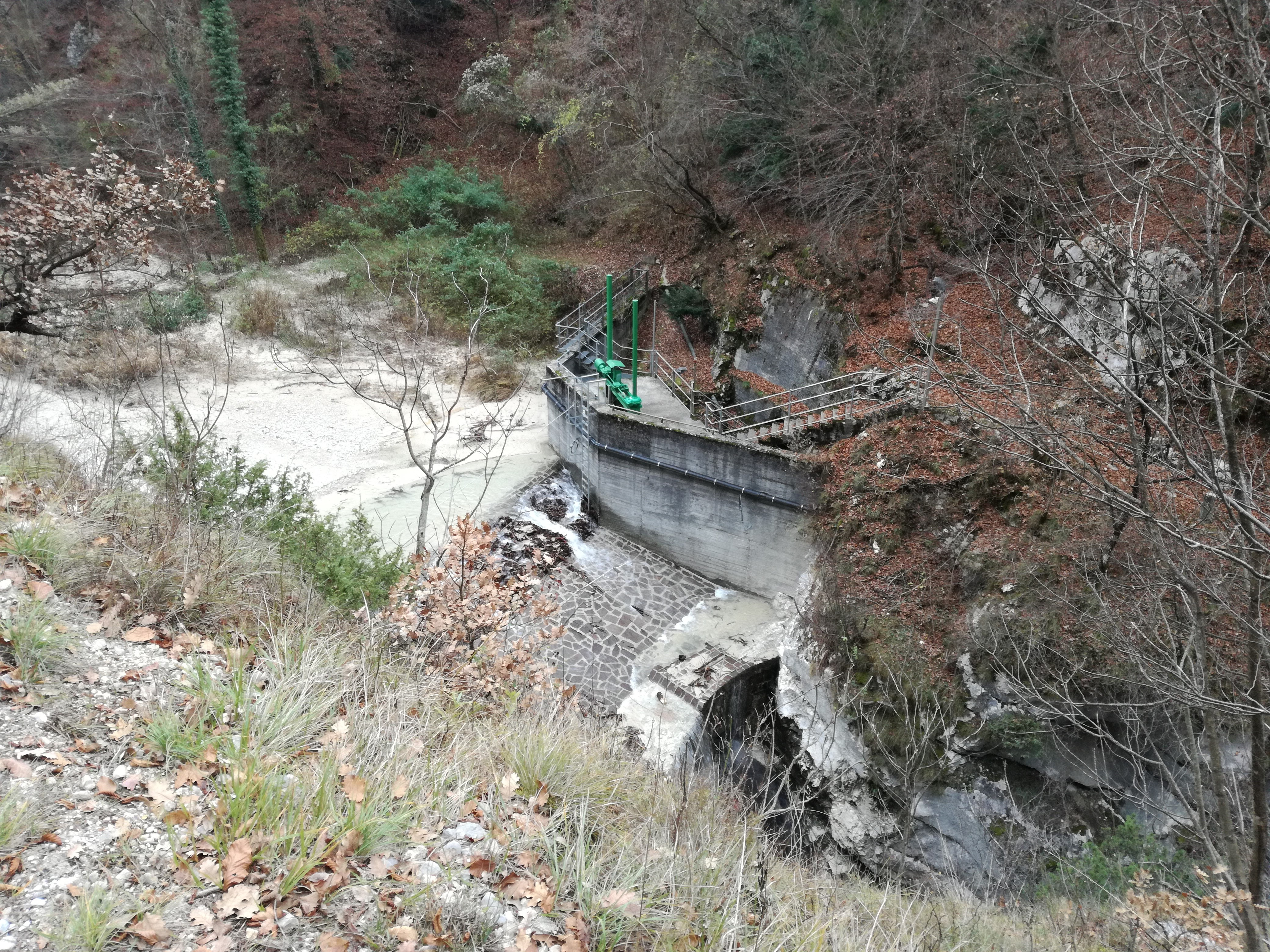
Wehr mit Einlaufbauwerk am Beginn der Klamm
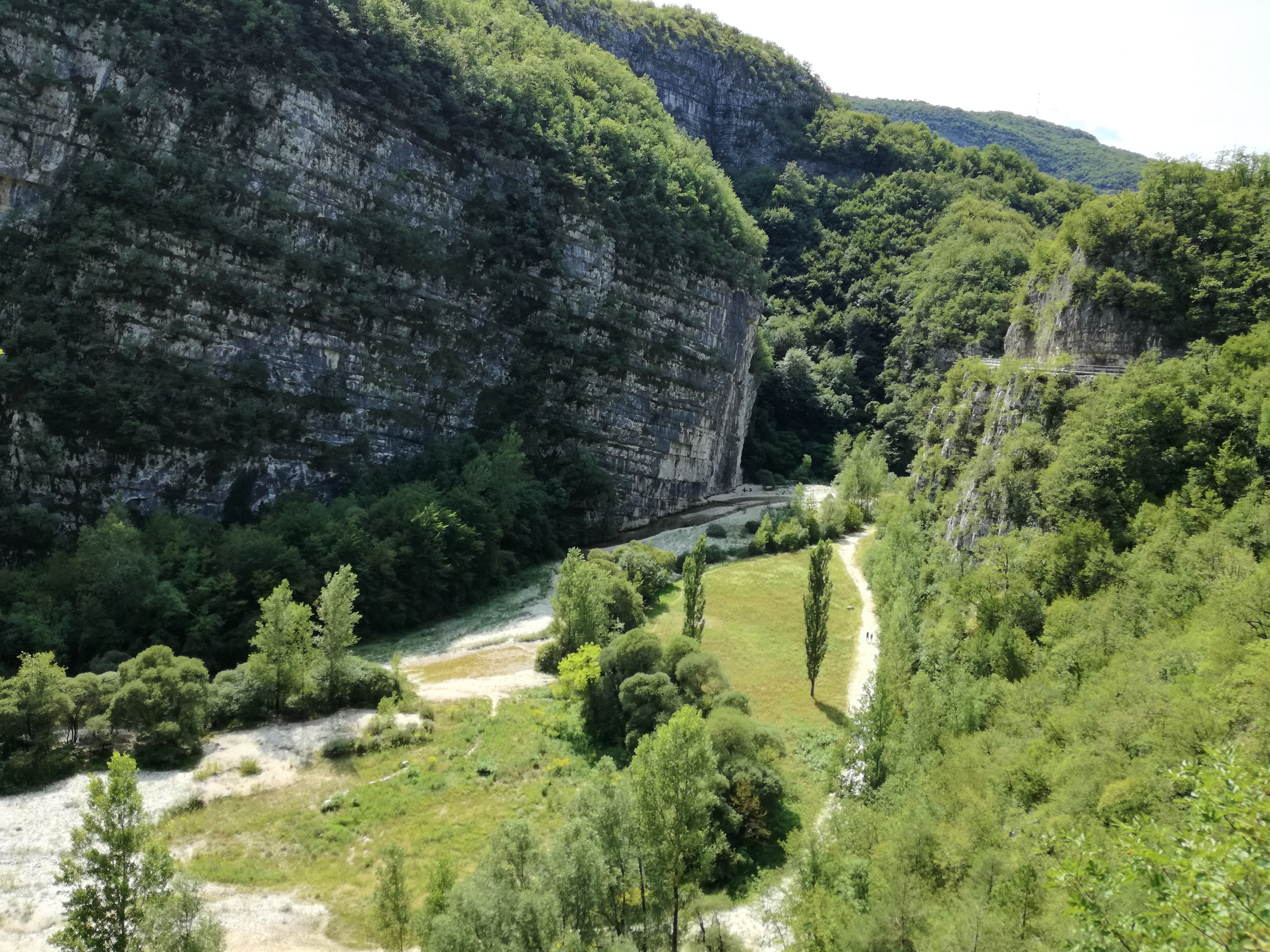
Der sogenannte Lido im Unterlauf